# Viral Seeding
Viral Seeding (auch Social Seeding) ist eine Strategie im Viralmarketing, bei der durch gezieltes Verbreiten eines Inhalts im Internet schnell und kostengünstig eine kritische Masse (Tipping-Point) erreicht werden soll, von der aus die Nutzer durch Teilen und Empfehlen selbst zur „viralen“ Verbreitung des Inhaltes beitragen. Diese Inhalte können unterschiedliche Formate wie Videos, Bilder, Grafiken, Podcasts und Texten sein. Typischerweise sind die Inhalte nicht vordergründig werbend, sondern bieten nützliche Informationen, weiterbringendes Wissen oder Unterhaltung. Dadurch soll gewährleistet werden, dass die Nutzer den Aufwand des Teilens auf sich nehmen und somit als Multiplikator fungieren.
Bei entsprechender „Viralität“ des Inhalts kann eine solche Kampagne schnell und kostengünstig zur Verbreitung der Inhalte beitragen. Ist der Inhalt jedoch nicht unterhaltsam oder informativ genug, so wird es auch bei einem breiten Seeding nicht zu einer viralen Verbreitung kommen. Als Schnelltest gilt hier die Frage, ob man den Inhalt im privaten Bereich seinen engsten Freunden weiterleiten oder empfehlen würde.

## Wortherkunft
Seeding stammt aus dem Englischen „to seed“ und bedeutet aussäen. Gemeint ist hier das Ausliefern des Inhalts an für die jeweilige Thematik und Zielgruppe passenden Websites und Netzwerke, die als Ausgangspunkt für die virale Verbreitung dienen sollen.

## Teilen als Schlüsselfunktion
Das Teilen kann über Weiterleitungen in E-Mail-Programmen, Postings in sozialen Netzwerken, Beiträge in Blogs, Foren und Communitys sowie über Tell-a-Friend-Funktionen auf Webseiten geschehen.
Eine zentrale Funktion in den sozialen Netzwerken bildet das Teilen von Inhalten. Nutzer haben die Möglichkeit auf ihren Profilseiten und Fanpages Inhalte einzustellen, die Freunde und andere Nutzer kommentieren können. Diese Inhalte können auch weiterführende Links auf andere Internetseiten wie beispielsweise Artikel in Online-Ausgaben von Tageszeitungen enthalten. Durch die Veröffentlichung eines Inhalts teilt der Nutzer eines sozialen Netzwerks diesen mit anderen Nutzern, die Zugang zu seinen Seiten haben. Stößt ein geteilter Inhalt auf die Zustimmung eines Besuchers, kann dieser das dokumentieren, indem er einen entsprechenden Link anklickt. Im größten sozialen Netzwerk Facebook heißt dieser beispielsweise „Gefällt mir“. Findet ein Leser den Inhalt nützlich und möchte diesen Inhalt auch mit Besuchern seiner eigenen Profilseite oder Fanpage teilen, so klickt er auf einen Teilen-Link oder Teilen-Button und kann den Inhalt für die Übernahme auf seine eigenen Seiten durch individuelle Headlines, Teaser und Textinhalte aufbereiten beziehungsweise anpassen.

## Zielgruppenorientierung
Typologisch gesehen ist das „Teilen“ die digitale Entsprechung zum Empfehlungsmarketing beziehungsweise zur Mundpropaganda. Im Vergleich mit der analogen Welt lassen sich in den sozialen Netzwerken durch Weiterempfehlungen in relativ kurzer Zeit noch sehr viel größere Reichweiten erzielen. Social Seeding baut auf die Motivation von Social-Media-Nutzern, sie interessierende Inhalte aus eigenem Antrieb weiterzuverbreiten. Diese Motivation ist umso stärker ausgeprägt, je mehr sich die Inhalte an Merkmalen und Interessen der Nutzer orientieren. Social Seeding ist demnach ein zielgerichtetes „Aussäen“ von Inhalten und Kampagnen, welche die Nutzer gezielt nach Alter, Geschlecht, Interesse oder Wohnort ansprechen. Die Wahrscheinlichkeit, dass auf diese Weise ausgesäte Inhalte auf fruchtbaren Boden fallen, das heißt, in kurzer Zeit viele teilungsmotivierte Nutzer erreichen, ist ungleich höher als bei Sharebaits, die sich eher am Zufallsprinzip orientieren, anstatt bestimmte Nutzergruppen zu fokussieren. Aufgrund ihrer Zielgruppenorientierung besitzen Social-Seeding-Kampagnen viel virales Potenzial, das sich in den sozialen Medien optimal entfalten kann.

## Viral Seeding als Werbestrategie
Direkte Werbung für Marken und Produkte ist in den sozialen Netzwerken unüblich. Aus diesem Grund steht bei den Inhalten von Social-Seeding-Kampagnen auch nie das Unternehmen im Mittelpunkt, das die Produkte herstellt oder vertreibt. Vielmehr bestehen die Inhalte aus nützlichen Informationen in Form von Ratgebern, interessanten Videos, Gutscheinaktionen, Preisausschreiben und anderen Mitmachaktionen.